# Sol Tax
Sol Tax (geb. 30. Oktober 1907 in Milwaukee, Wisconsin; gest. 4. Januar 1995 in Chicago, Illinois) war ein US-amerikanischer Anthropologe. Bekannt wurde er durch seine Studien über die Meskwaki (oder Fox), ein Indianervolk in Nordamerika, und durch die Gründung und als Herausgeber der anthropologischen Zeitschrift Current Anthropology. Er gilt als Begründer der action anthropology (Aktionsethnologie).

## Leben
Sol Tax wurde 1907 in Milwaukee, Wisconsin geboren und wuchs dort auf. Er begann sein Grundstudium an der University of Chicago, musste es aber aus Geldmangel abbrechen. Er studierte dann wieder an der Universität von Wisconsin-Madison. Im Jahr 1935 promovierte er an der Universität von Chicago mit einer auf seinen Feldforschungen beruhenden Arbeit über die soziale Organisation der Fox-Indianer (The Social Organization of the Fox Indians).
Er wurde von dem Anthropologen Fred Eggan von der University of Chicago beeinflusst, später folgte er dessen Spuren und versuchte, die Prinzipien der Sozialanthropologie zu integrieren. Tax lehrte später an der Universität von Chicago.
Im Jahr 1977 ihm verlieh die American Anthropological Association (AAA) den Franz-Boas-Preis, mit dem die amerikanischen Anthropologen seit 1976 alljährlich beispielhafte Verdienste für ihre Wissenschaftsdisziplin würdigen. Im Jahr 1959 war er Präsident der Berufsorganisation. Er war Herausgeber und Mitherausgeber vieler anthropologischer Sammelbände und Reihen, darunter die Viking Fund Publications in Anthropology.
Anthropologen wie Sol Tax und Karl H. Schlesier (1927–2015) waren in den 1960er-Jahren Mitbegründer und Förderer des American Indian Movement und forderten „nicht nur eine neue Wissenschaftskultur, sondern auch eine radikale Kehrtwende des Zivilisationsprozesses“.
Bei der American Indian Chicago Conference (AICC) 1961 an der Universität von Chicago half Tax dabei, Mitglieder von 90 Stämmen zusammenzubringen.

## Publikationen (Auswahl)
- Sol Tax: The social Organization of the Fox Indians. In: Fred Eggan (Hrsg.): Social Anthropology of North American Tribes. University of Chicago Press, Chicago 1937, rev. 1955, S. 243–282.
- Sol Tax und Mitglieder des Viking Fund Seminary on Middle American Anthropology: Heritage of Conquest: The Ethnology of Middle America. The Free Press, Glencoe 1952 (mit Studien von Robert Redfield, Paul Kirchhoff, Calixta Guiteras Holmes und anderen)
- Sol Tax: Penny Capitalism; a Guatemalan Indian economy. 1953, revised 1972, ISBN 978-0-374-97785-6
- Sol Tax, Loren C. Eiseley, Irving Rouse, Carl F. Voegelin (Hrsg.): An Appraisal of Anthropology Today. University of Chicago Press, Chicago, 1954
- Sol Tax: Evolution after Darwin, 3 Bände. University of Chicago Press, 1960 (Bd. 1: The Evolution of Life. Bd. 2: The Evolution of Man. Bd. 3: Issues of Evolution)
- Sol Tax (Hrsg.): Anthropology Today—Selections. University of Chicago Press, Chicago 1962
- Sol Tax (Hrsg.): Horizons of Anthropology. Aldine Publishing, Chicago 1964
- Sol Tax: Action Anthropology. In: Current Anthropology 16, 1975, S. 514–517 (zuerst in Journal of Social Research, Bihar, Ranchi, India, 1959)